# Royal Hunt
Royal Hunt ist eine Band aus Dänemark, deren Musikstil sich an Progressive Metal und Melodic Rock anlehnt. Sie wurde 1988 unter dem Namen „Apart“ von Keyboarder André Andersen gegründet und 1989 in „Royal Hunt“ umbenannt. Neben Andersen als einzigem verbliebenen Gründungsmitglied befinden sich zurzeit Musiker aus vier Nationen (Dänemark, Russland, Schweden, USA) in der Band. Royal Hunt hat weltweit über eine Million Alben verkauft.

## Name
Der Name „Royal Hunt“ ist von einem Gemälde abgeleitet, das André Andersen in einem Museum sah.

## Geschichte
André Andersen und Bassist Steen Morgensen gründeten die Band 1988. Andersen, ein klassischer Pianist, wollte seine beiden Haupteinflüsse, die Klassik und den Rock, in seine Musik einfließen lassen. In ihrer Anfangszeit spielten sie als Vorband von renommierten Gruppen wie Talisman oder Saga. Mit dem Schlagzeuger Kenneth Olsen und Sänger Henrick Brockmann begann die Band 1993 an ihrem ersten Album namens Land of Broken Hearts zu arbeiten. Zu dieser Zeit hatte die Band keinen Gitarristen. Auf dem Album kam dann Jacob Kjær zum Einsatz, der der Band dann ein Jahr später auch permanent beitrat.
Brockmann verließ die Band im Dezember 1994 nach der Veröffentlichung von Clown in the Mirror und wurde durch D.C. Cooper ersetzt. In dieser Formation tourten sie zum ersten Mal durch die USA, als Vorband von Warrant. Danach wurde das dritte Studioalbum namens Moving Target veröffentlicht. Der Titel Far Away, welcher den Opfern des Erdbebens in Kōbe gewidmet war, erreichte die Position Nummer 1 der japanischen Charts. Während der Tour durch Europa, auf der sie im Vorprogramm der Schweizer Band Gotthard spielten, erkrankte Olsen an einer Lungenentzündung. Kurz darauf wurde bei ihm ein Tinnitus diagnostiziert. Die Band benötigte einen Ersatz, und so kam Allen Sørensen zur Band. Innerhalb von 36 Stunden flog er in die Schweiz, probte und stand mit der Gruppe auf der Bühne.
Mittlerweile waren Royal Hunt so beliebt in Japan, dass der japanische Wrestlingverband die Band bat, Musik für ihre Kampfveranstaltungen aufzunehmen. Dies geschah dann mit den drei Titeln Champions of Wrestling, Wake Up und Chono Masahiro. Das vierte Album Paradox wurde 1997 veröffentlicht. Dabei handelt es sich um ein Konzeptalbum. Nachdem man dann das Label wechselte und neu bei Steamhammer unter Vertrag war, wurde Paradox neuveröffentlicht, mit einer Bonus-Live-CD.
1998 entschied die Band, dass es Zeit wäre, eine Pause einzulegen. Zu dieser Zeit kam man auch zum Entschluss, dass es das Beste wäre, wenn man nun nicht mehr mit Cooper zusammenarbeiten würde. Gerüchteweise lag dies an dem im selben Jahr von Cooper veröffentlichten selbstbetitelten und von der Presse gefeierten Soloalbum. So wurde John West der neue Sänger der Gruppe. Das im Folgejahr erschienene Album Fear war das erste mit ihm.
Das im Jahre 2001 veröffentlichte The Mission ist ebenfalls ein Konzeptalbum. Es basiert auf der Science-Fiction-Novelle The Martian Chronicles von Ray Bradbury. Mit dem Schlagzeuger Allan Tschicaja veröffentlichten Royal Hunt ihr sechstes Studioalbum Eye Witness im Jahre 2003. Ende des Jahres verließen dann Gitarrist Jacob Kjær und Bassist Steen Morgensen die Band. Ersetzt wurden die beiden durch Marcus Jidell an der Gitarre und Per Schelander am Bass. Ebenfalls kehrte Kenneth Olsen in die Besetzung zurück.
2005 wurde Paper Blood veröffentlicht, bei dem auch wieder Allan Sørensen hinter dem Schlagzeug saß. 2007 ersetzte Mark Boals den bisherigen Sänger John West. 2008 wurde auch mit Boals das achte Studioalbum Collision Course… Paradox 2 aufgenommen. Am 20. Januar 2010 erschien ein neues Album namens X.
Anfang 2011 kam es zu einem Treffen zwischen André Andersen und D.C. Cooper. Aus diesem Treffen resultierte eine kleine Tour, die zu einem großen Erfolg wurde. Am Ende stand der Entschluss, weiterhin gemeinsam Musik machen zu wollen. Der Erfolgssänger, der auf den beiden Klassikern Moving Target und Paradox zu hören ist, kehrte fest zur Band zurück. Am 2. Dezember 2011 erschien das neue Album Show Me How to Live.

## Diskografie
- Land of Broken Hearts (1994)
- Clown In the Mirror (1994)
- The Maxi Single
- Far Away EP (1994)
- Moving Target (1996)
- Live 1996 (1996)
- Paradox (1997)
- Message to God EP
- Closing the Chapter
- Fear (1999)
- Intervention EP
- The Mission (2001)
- The Watchers
- Eye Witness (2003)
- Paper Blood (2005)
- Royal Hunt Live (2006)

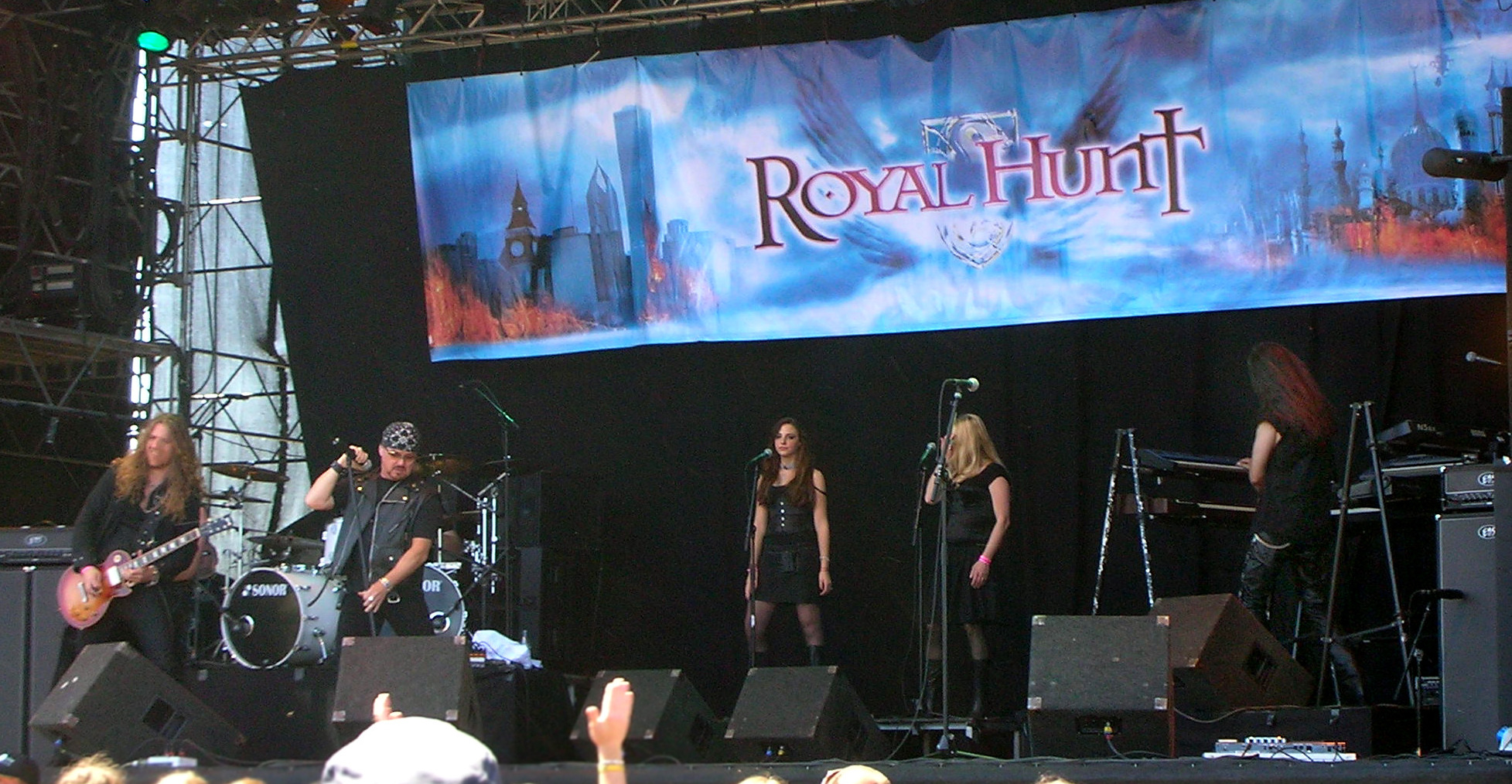
Royal Hunt auf dem Sweden Rock Festival 2008

- Collision Course… Paradox 2 (2008)
- X (2010)
- Show Me How to Live (2011)
- A Life to Die for (2013)
- Devil's Dozen (2015)
- Cast In Stone (2018)
- Dystopia (2020)
- Dystopia – Part II (2022)